# ريتشارد هولمز
ريتشارد هولمز (بالإنجليزية: Richard Holmes)‏ (7 نوفمبر 1980 في المملكة المتحدة - ) هو لاعب كرة قدم بريطاني في مركز الدفاع. لعب مع نوتس كاونتي ونادي هيرفورد.

## وصلات خارجية
- ريتشارد هولمز على موقع أرشيف الشارخ.
- ريتشارد هولمز على موقع قاعدة بيانات كرة القدم.إي يو (الإنجليزية)
- ريتشارد هولمز على موقع Soccerbase.com (لاعب) (الإنجليزية)